# Teresa María Ortega López
Teresa María Ortega López (Granada, 1973) es una profesora española. 

## Biografía
Se formó en la Universidad de Granada y en varios centros de investigación internacionales, como la London School of Economics and Political Science y la Escuela de Estudios Superiores en Ciencias Sociales de París. Es doctora desde 2000 gracias a la tesis Trabajadores y jornaleros contra patronos y verticalistas. Conflictividad laboral y reivindicación democrática en una provincia periférica y escasamente desarrollada. Granada, 1936-1982. Ejerce como profesora titular en el Departamento de Historia Contemporánea de la Facultad de Filosofía y Letras de la Universidad de Granada. Entre 2013 y 2015 desempeñó el cargo de secretaria de dicha facultad y desde 2015 es Vicerrectora de Responsabilidad Social, Igualdad e Inclusión bajo la rectoría de Pilar Aranda.
Sus líneas de investigación se centran en el estudio de las relaciones laborales y la conflictividad social durante la dictadura franquista y la transición política a la democracia, así como en el análisis de los orígenes políticos, sociales y culturales del régimen del general Franco. También se ha dedicado al análisis de los discursos del antifeminismo generados por la derecha antiliberal española y la acción colectiva y la politización de las mujeres campesinas en la España del siglo XX.
Entres sus publicaciones destacan Del silencio a la protesta. Explotación, pobreza y conflictividad en una provincia andaluza, Granada 1936-1977 (2003), Franquismo y posguerra en Andalucía oriental. Represión, castigo a los vencidos y apoyos sociales al régimen franquista, 1936-1950 (2005), La extrema derecha en la España contemporánea (2008), Feminismos y antifeminismos: culturas políticas e identidades de género en la España del siglo XX (2011), y Jornaleras, campesinas y agricultoras. La historia agraria desde una perspectiva de género (2015).
Desde 2020 es integrante de la Junta Directiva de la Sociedad de Estudios de Historia Agraria (SEHA).

## Reconocimientos
- Mejor ensayo de Historia de España 2015, destacado por el Blog cultural de El País.[6]